# غاري رايس
غاري رايس (24 أغسطس 1960 بليستر في المملكة المتحدة - ) (بالإنجليزية: Gary Rice)‏ هو لاعب كريكت بريطاني. لعب مع Cambridgeshire County Cricket Club ‏.

## وصلات خارجية
- غاري رايس على موقع إي آس بي آن كريك إنفو (الإنجليزية)